# Entoloma jubatum
Entoloma jubatum (Elias Magnus Fries, 1821 ex Petter Adolf Karsten, 1879) din încrengătura Basidiomycota, în familia Entolomataceae și de genul Entoloma este o specie de ciuperci necomestibile rară și saprofită. Un nume popular nu este cunoscut. Bureții trăiesc în România, Basarabia și Bucovina de Nord în grupuri mici cu plăcere prin turbării, pajiști deschise, pășuni, fânețe montane mușchioase, dar și ocazional pe dune. Apar de la câmpie la munte, din iunie până în octombrie (noiembrie).

## Taxonomie

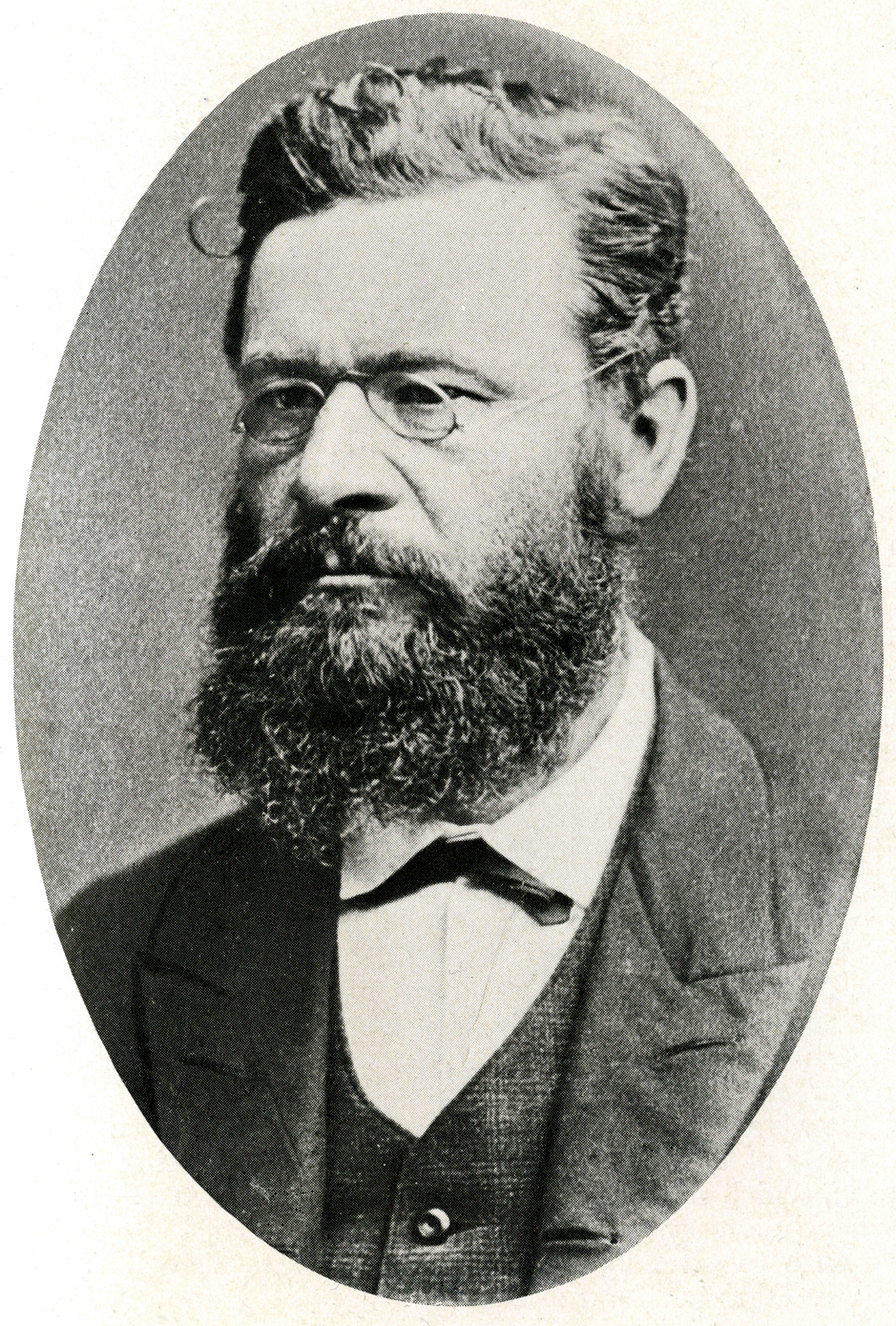
P. A. Karsten

Numele binomial a fost determinat de renumitul savant suedez Elias Magnus Fries în volumul 1 al operei sale Systema mycologicum, sistens fungorum ordines, genera et species din 1821.
Apoi, în 1879, micologul finlandez Petter Adolf Karsten a transferat specia la genul Entoloma sub păstrarea epitetului, de verificat în volumul 32 al jurnalului botanic Bidrag till Kännedom av Finlands Natur och Folk, fiind numele curent valabil (2021).
Sinonime obligatorii sunt Rhodophyllus jubatus a lui Lucien Quélet (1886), Leptonia jubata a lui David Lee Largent (1974) și Trichopilus jubatus a lui Peter Darbishire Orton (1991), dar, de asemenea, celelalte taxoane propagate precum variațiile descrise sunt autorizate (vezi infocaseta).  
Epitetul este derivat din cuvântul latin (latină iubatus=prevăzut cu o coamă, creastă) ce se referă la aspectul pălăriei a ciupercii.

## Descriere

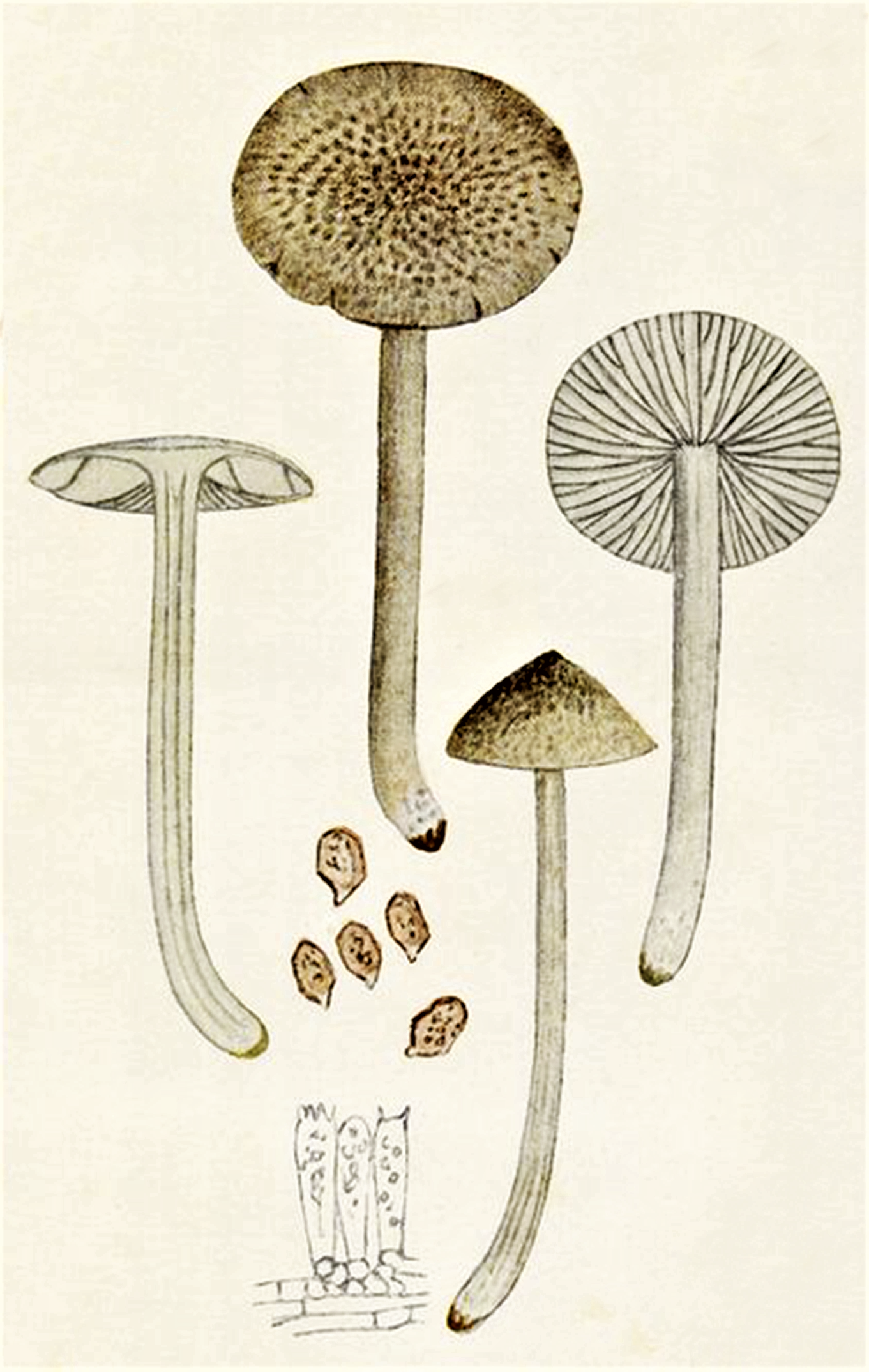
Bres.: Entoloma jubatum

- Pălăria: destul de subțire, fragilă și slab higrofană are un diametru de 3-6 (8) cm, este la început conică în formă de clopot, nu ombilicală, apoi convexă până aproape aplatizată, în centru cu o cocoașă bine vizibilă mai mult sau mai puțin ascuțită, uneori ceva turtită, marginea rămânând mereu netedă, devenind însă la bătrânețe râpoasă, cu rupturi radiale asemănător speciilor ale genului Inocybe. Cuticula în tinerețe catifelat-tomentoasă, apoi fibros-solzoasă, parțial puțin papilară, este de colorit variabil care poate fi gri-bej decolorat, ocazional cu nuanțe albăstruie, gri-maroniu, cafeniu sau brun-purpuriu.
- Lamelele: destul de groase, foarte înghesuite și de aceea uneori răsucite, cu multe lameluțe intercalate de lungime diferită, ascendente și strâmt aderate până aproape libere la picior, sunt inițial gri-albicioase, repede gri-brune cu nuanțe rozalii, muchiile bombate de culoarea lamelelor fiind netede și foarte fin pufoase.
- Piciorul: are o înălțime de 4-6 (7) cm și o grosime de 0,4-0,6 cm, este cilindric, zvelt, spre bază uneori puțin îngroșat, fibros longitudinal și plin pe dinăuntru. Suprafața mată, fără luciu, este de colorit gri-crem, gri-brun până brun-roșiatic, spre vârf la început brumat și albicios ca la bază, miceliul bazal fiind alb. Nu prezintă un inel și  nu se decolorează la atingere.
- Carnea: palidă, albicioasă până gri apoasă, în tijă cu nuanțe crem este subțire și fragilă în pălărie, dar fibroasă în picior, mirosul fiind nesemnificativ (nu de făină), iar gustul uneori destul de iute.[3][4]
- Caracteristici microscopice: are spori rozalii sub-elipsoidali, hetero-dimetrici cu 6-8 colțuri obtuze în vedere laterală, având o mărime de (7) 8,5-10 (11) x (5,5) 6-7 microni. Pulberea lor este roșiatică. Basidiile clavate cilindric cu cleme, preponderent cu 4 sterigme fiecare, măsoară 40-50 x 8-10 microni. Cheilocistidele (elemente sterile situate pe muchia lamelor) au o formă asemănătoare unei sticle rotunjite cu gât îngust sau unui con de Bowling cu dimensiuni diferite cu o lungime maximală de 75 µm, ca de exemplu: 75x13x4x15, 38x8x4x7, 50x13x3x9, 42x10x5x10 (lungime x burtă x gât x cap), uneori acoperite de un mucilagiu. Pleurocistidele (elemente sterile situate în himenul de pe fețele lamelor) lipsesc. Pileocistidele (elemente sterile de pe suprafața pălăriei) sunt un trichoderm cu hife late de aproximativ 10-25 µm cu o pigmentație intracelulară difuz brună și cleme sporadice.[11][12][13]
- Reacții chimice: nu sunt cunoscute.[14]

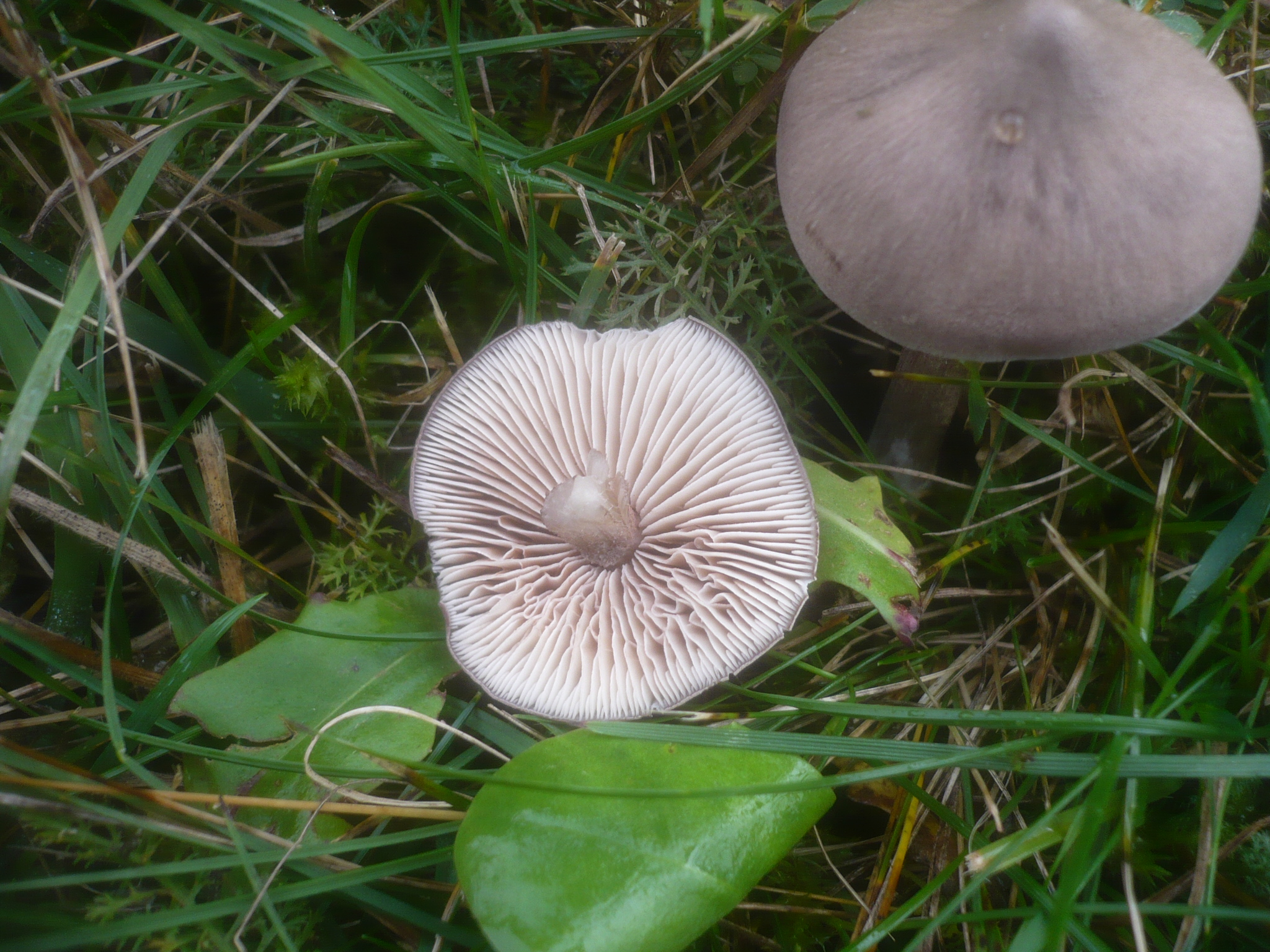
E. jubatum: pălărie lamele și picior
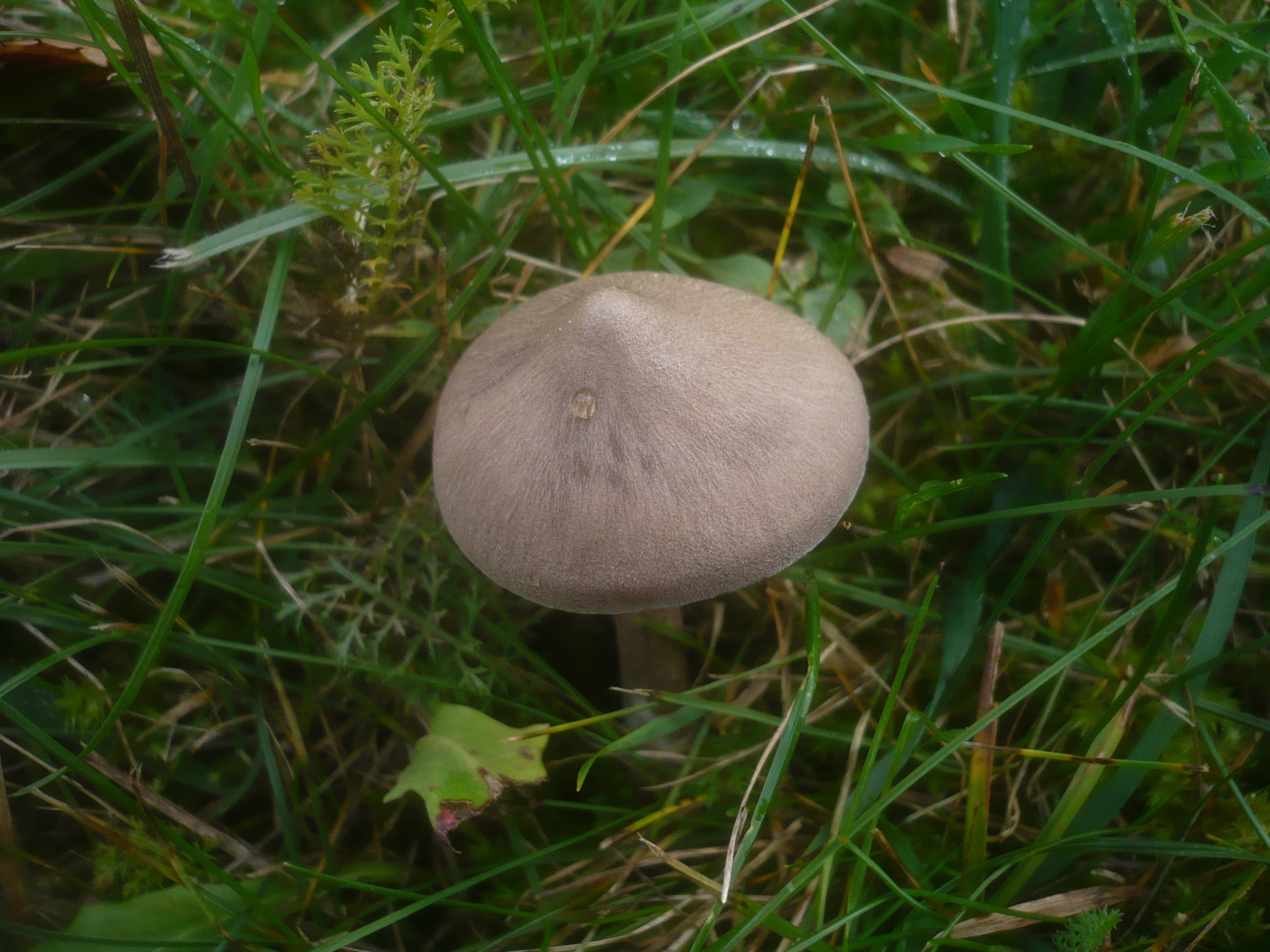
E. jubatum mai tânără
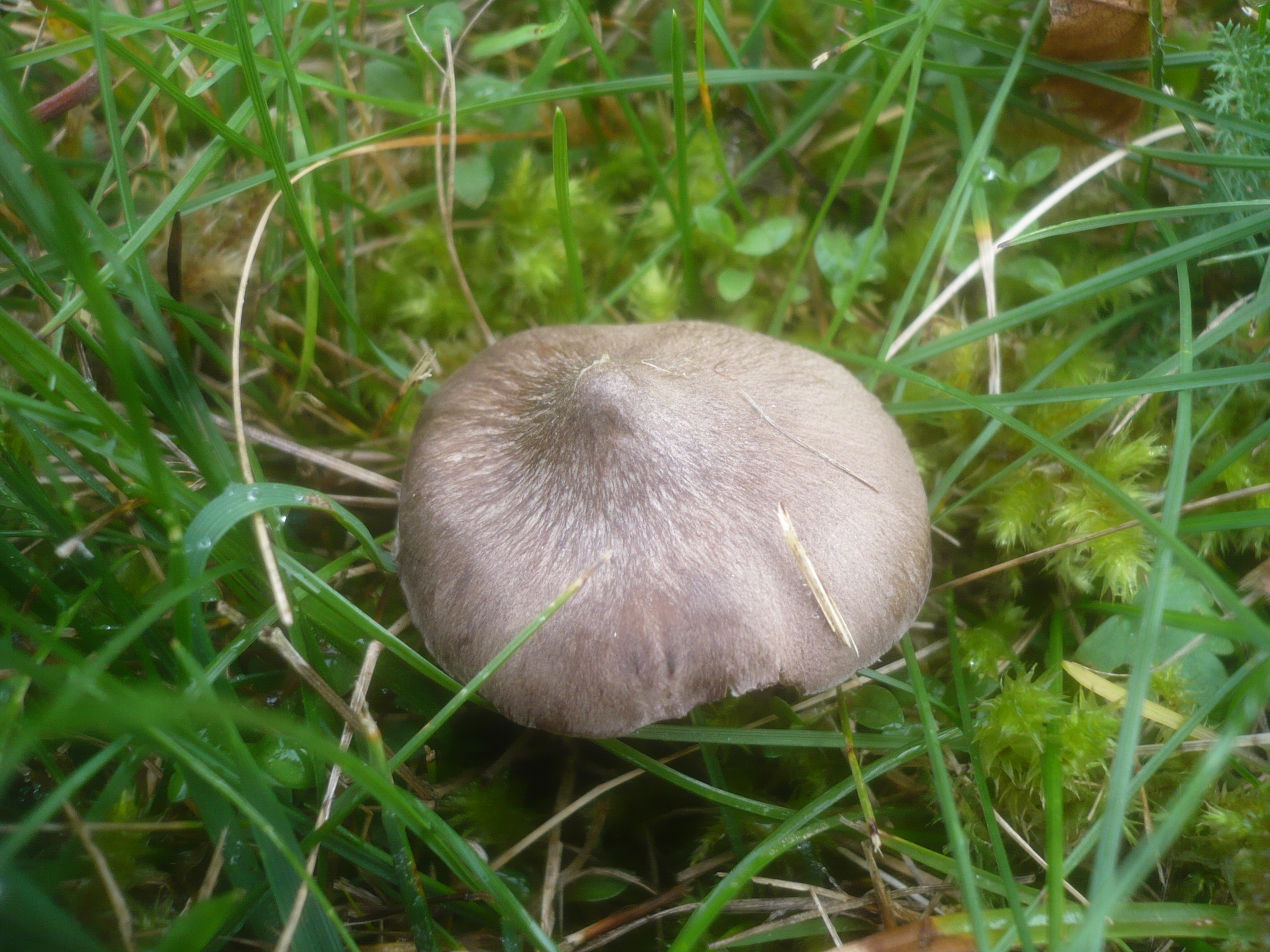
E. jubatum, mai bătrână

## Confuzii
Buretele poate fi confundat preponderent cu specii necomestibile sau toxice ale aceluiași gen, cum sunt între altele: Entoloma conferendum sin. Entoloma staurosporus (probabil toxic), Entoloma excentricum (necomestibil), Entoloma griseocyaneum (necomestibil), Entoloma hiemale (necomestibil), Entoloma mougeotii (necomestibil), Entoloma rhodopolium (otrăvitor), Entoloma sepium (comestibil, crește sub porumbar), Entoloma sordidulum (otrăvitor), Entoloma undatum (necomestibil) sau Entoloma vernum (letal, apare preponderent în primăvară), dar și cu bureți a altelor genuri, ca de exemplu Tricholoma inamoenum (necomestibil). Foarte periculoasă este confuzia cu specii din genul Inocybe, toate fiind grav toxice până letale, cum ar fi: Inocybe cookei, Inocybe corydalina (necomestibilă, foarte slab otrăvitoare), Inocybe erubescens sin. Inocybe patouillardi (letal), Inocybe grammata (otrăvitor), Inocybe napipes (otrăvitor, carnea tăiată devine ușor maronie, crește mai târziu), Inocybe rimosa sin. Inocybe perlata, Inocybe splendens (foarte otrăvitor) sau Inocybe squamata (foarte otrăvitor).

## Specii asemănătoare în imagini

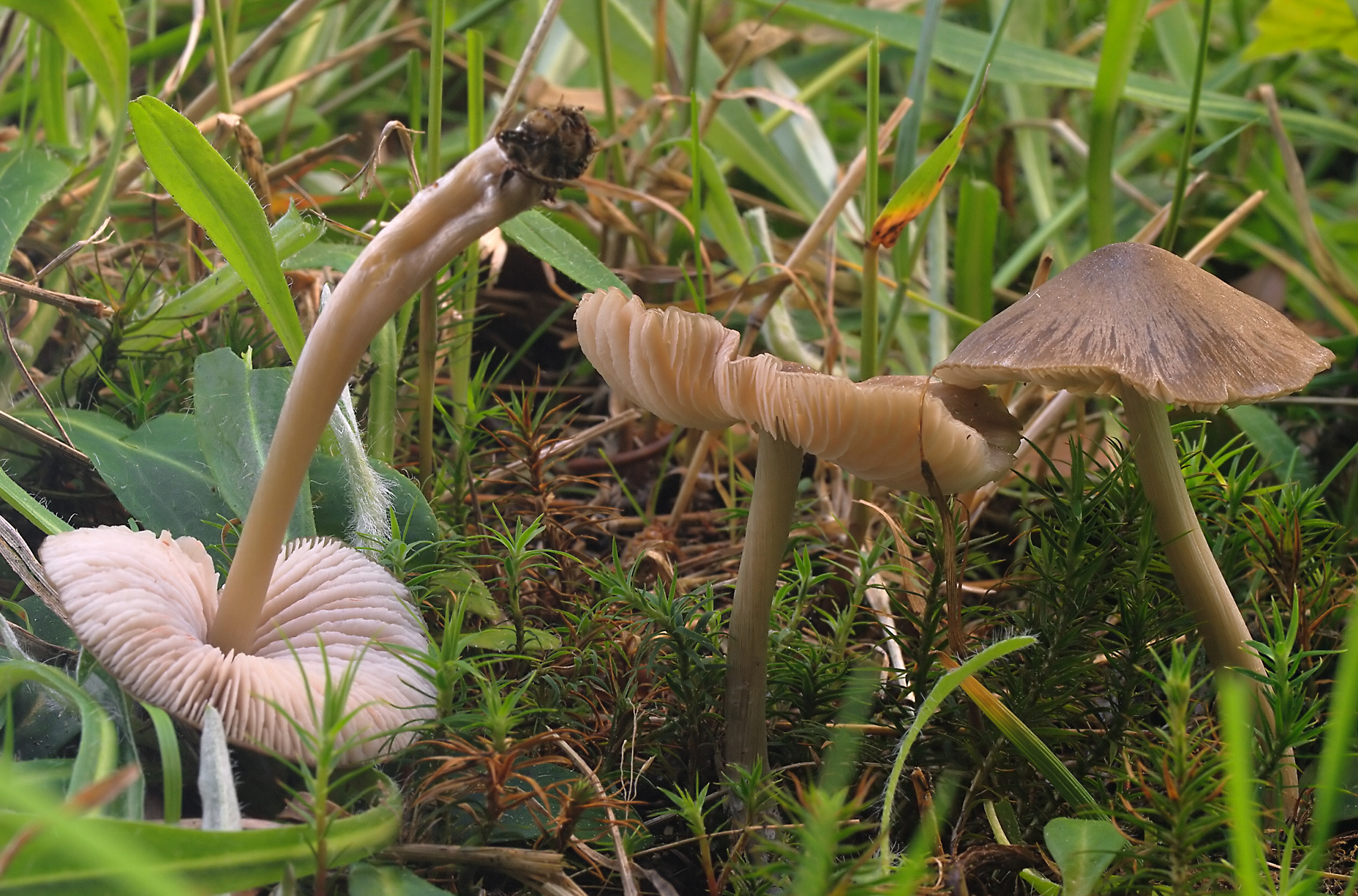
!!Entoloma conferendum!!
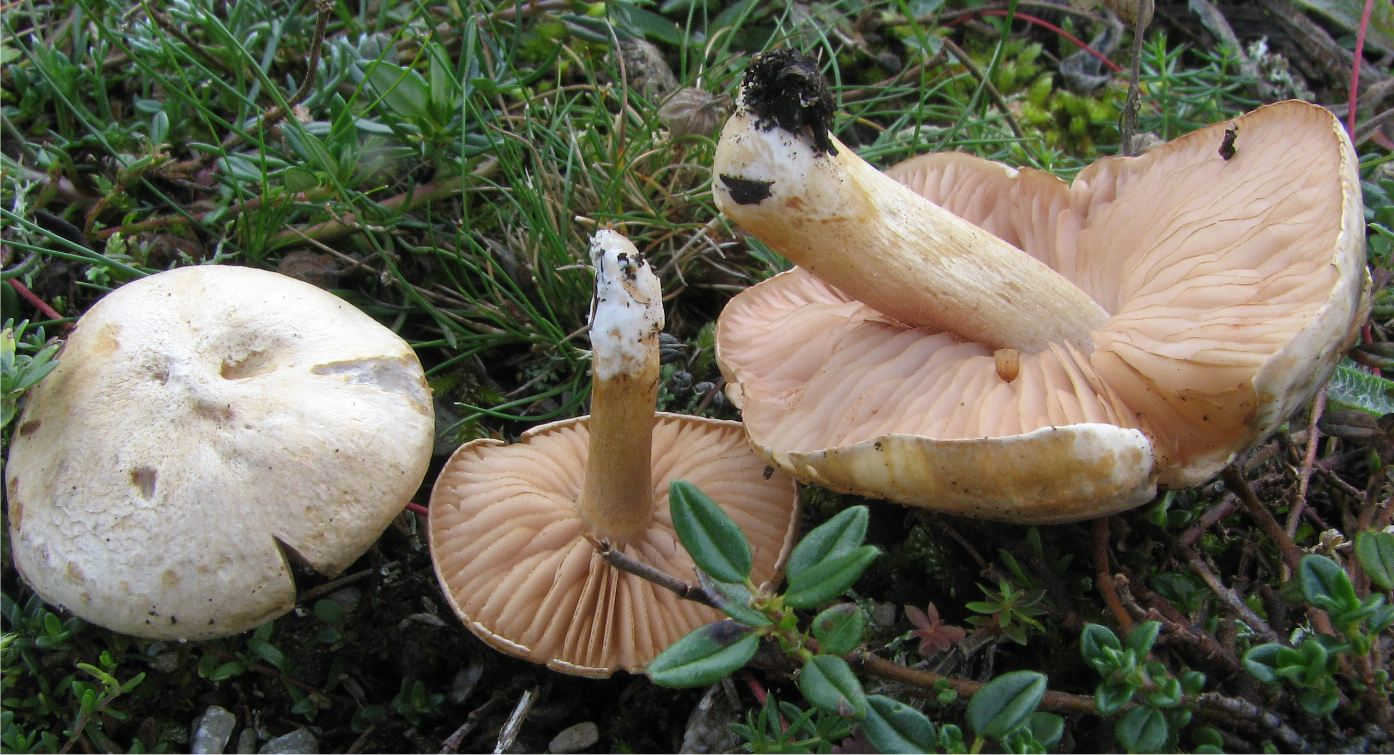
!Entoloma excentricum!
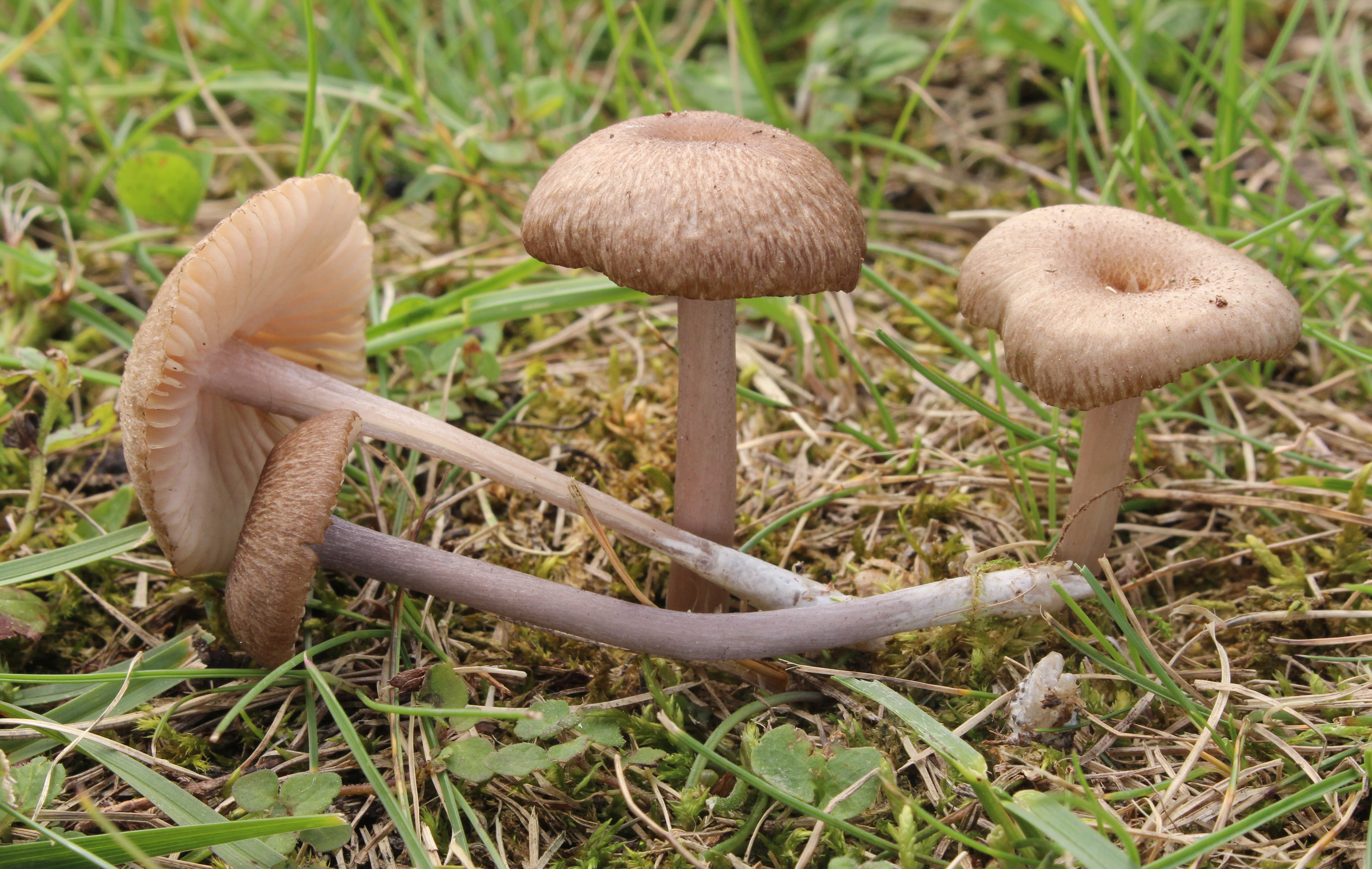
!Entoloma griseocyaneum!
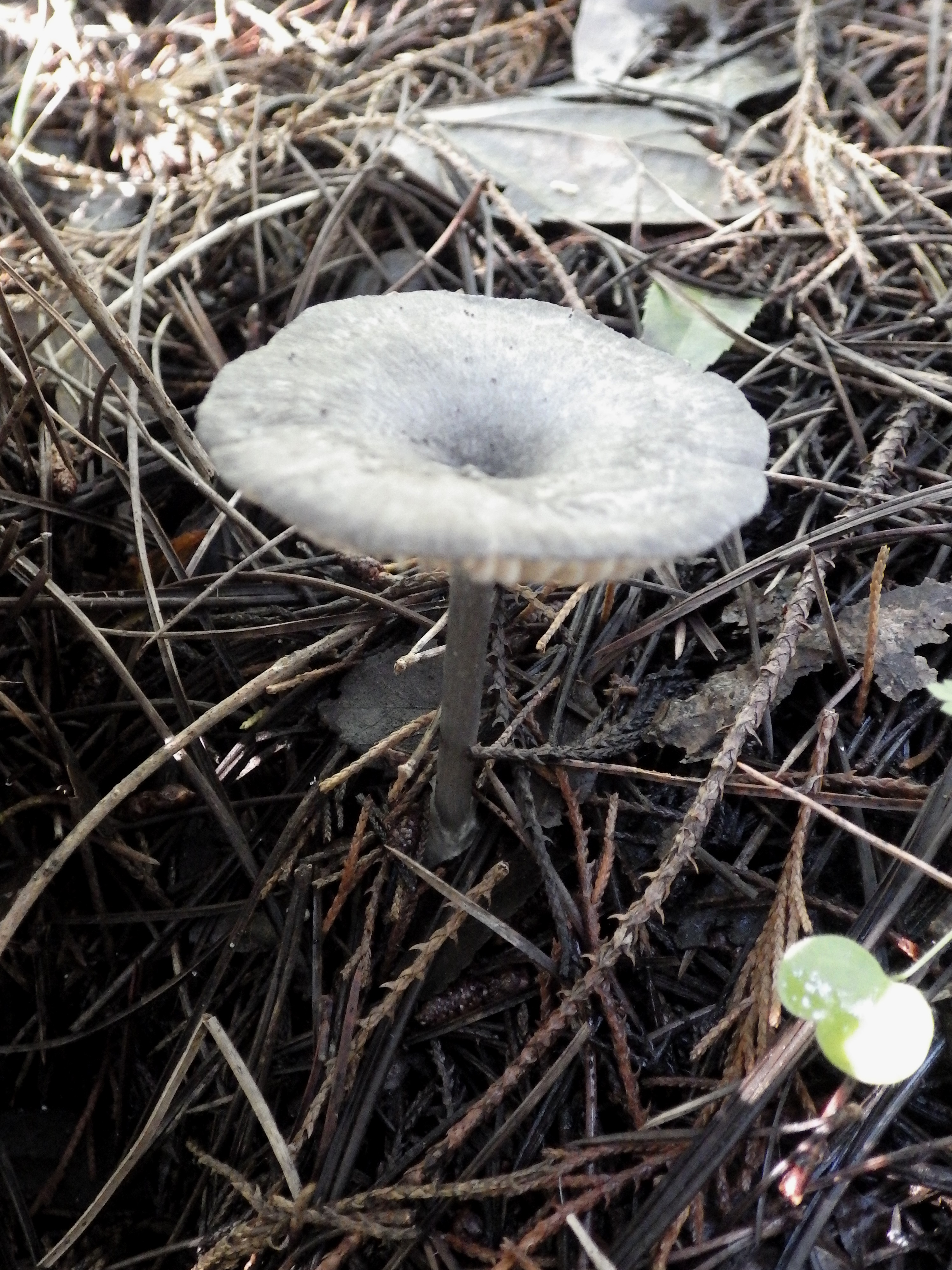
!Entoloma mougeotii!
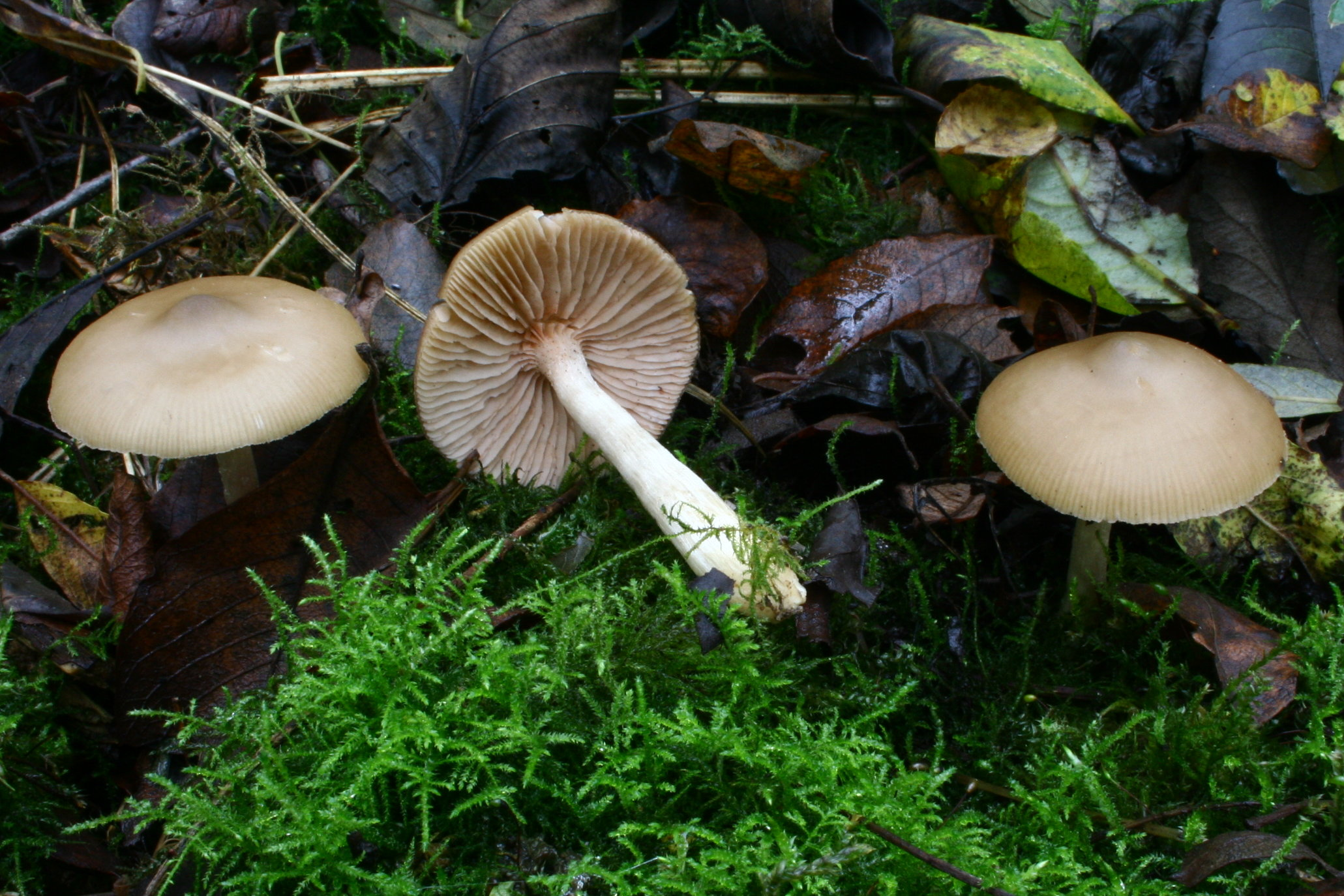
Entoloma rhodopolium
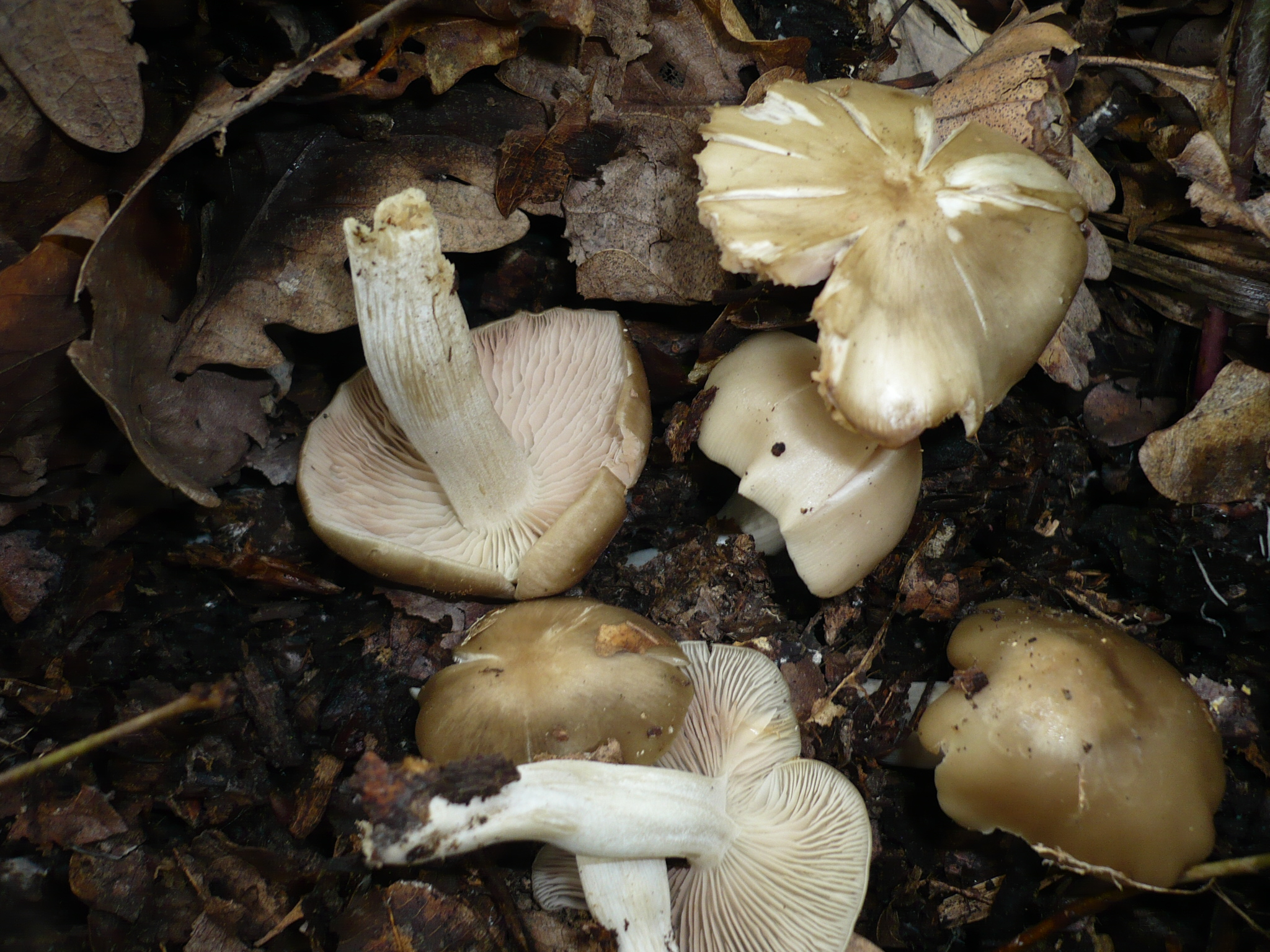
!!Entoloma sordidulum!!
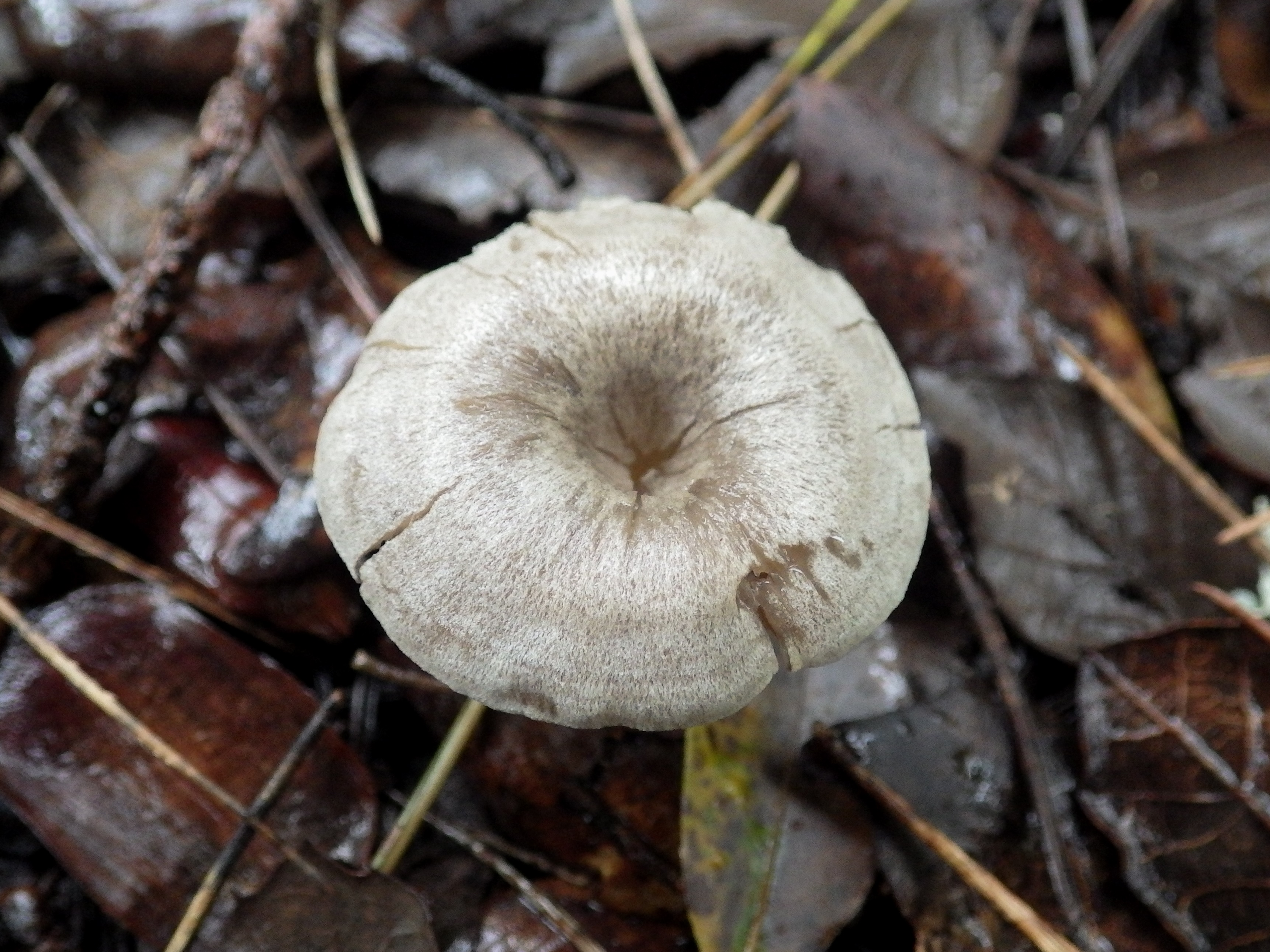
!Entoloma undatum!
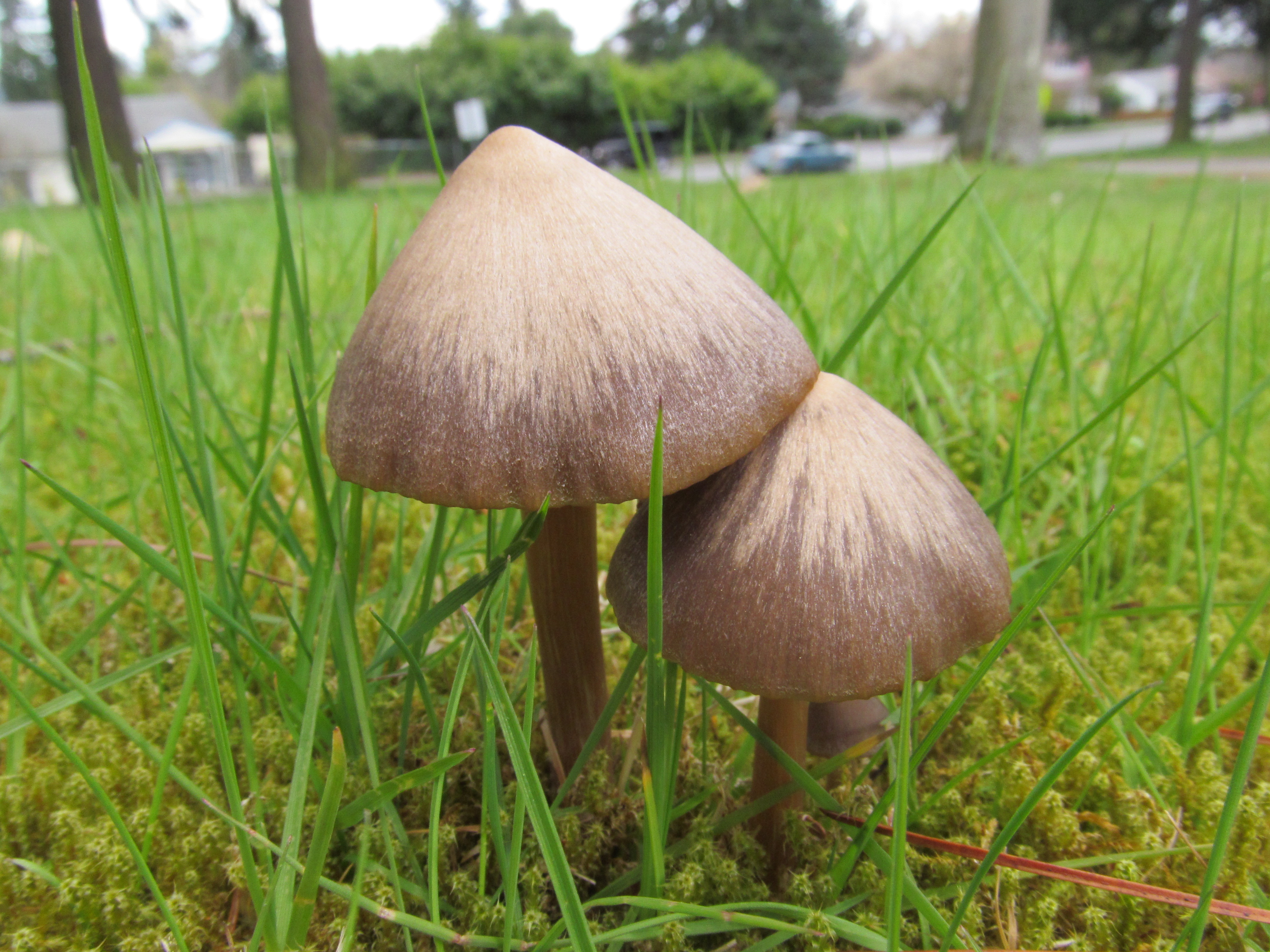
!!!Entoloma vernum!!!
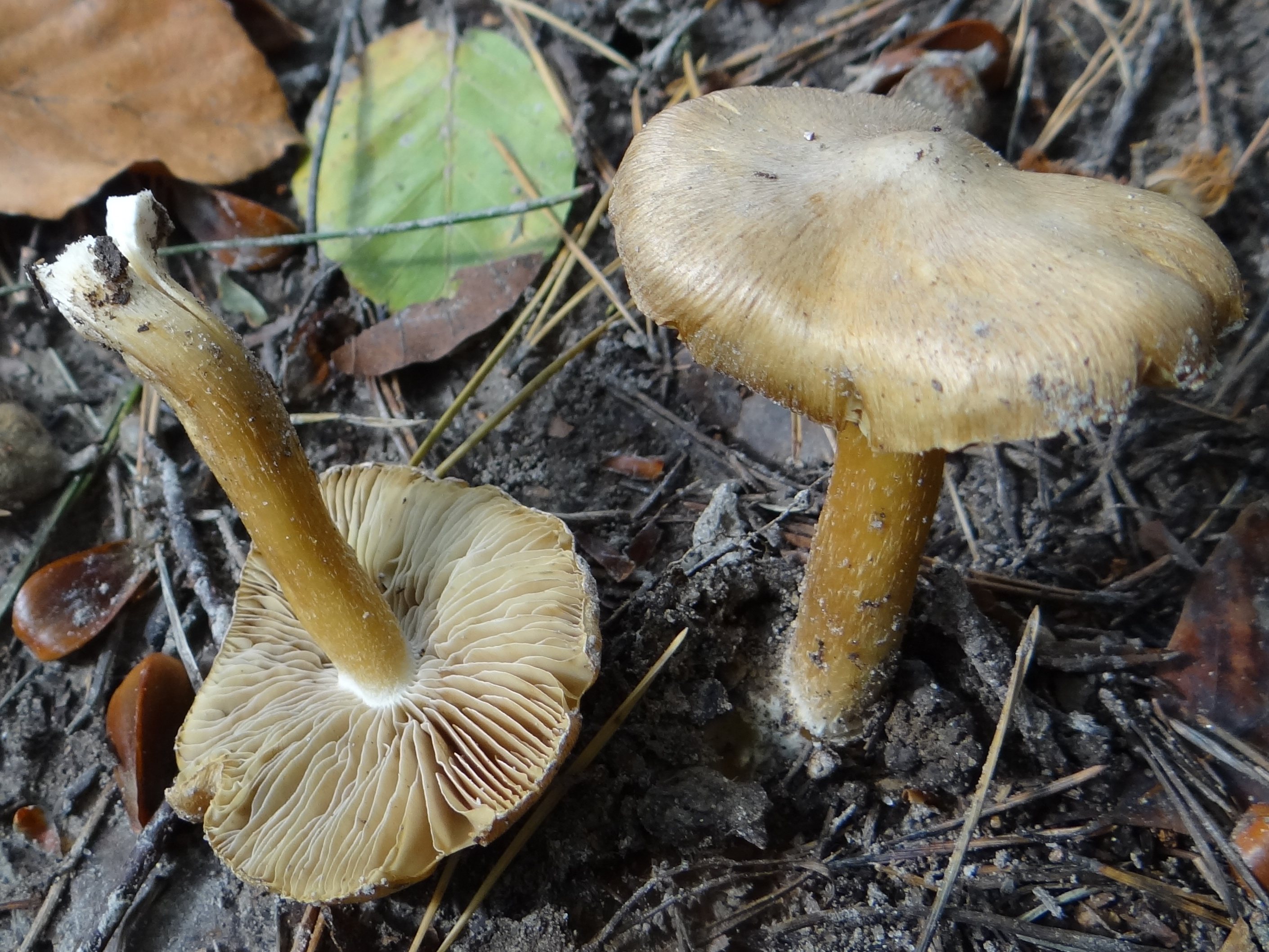
!!Inocybe cookei!!

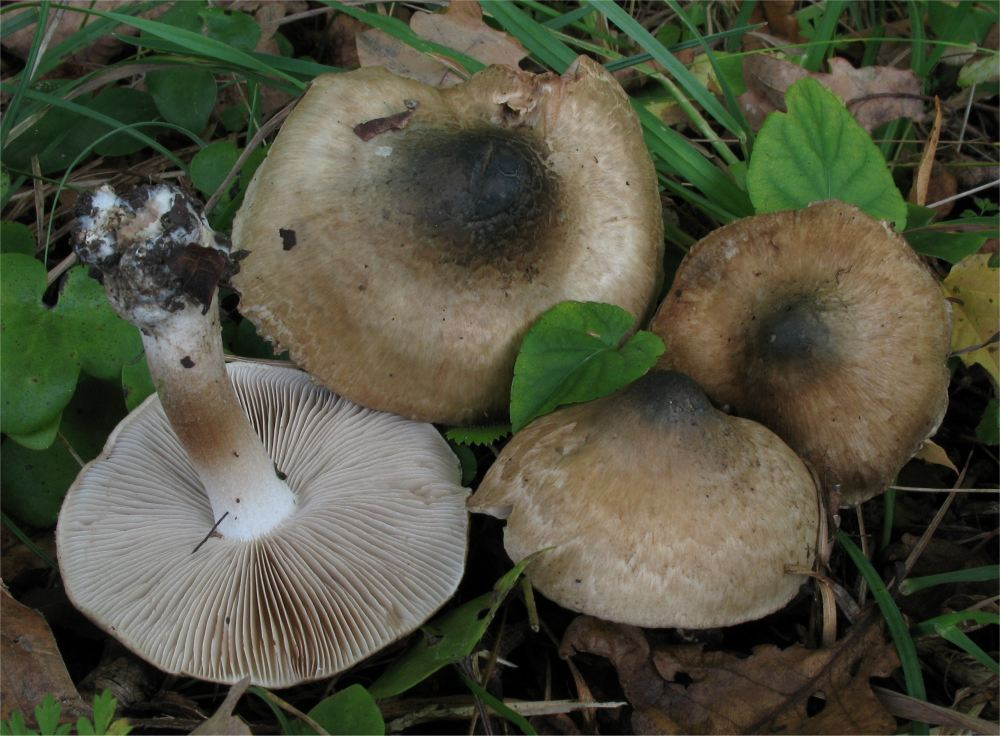
!Inocybe corydalina!
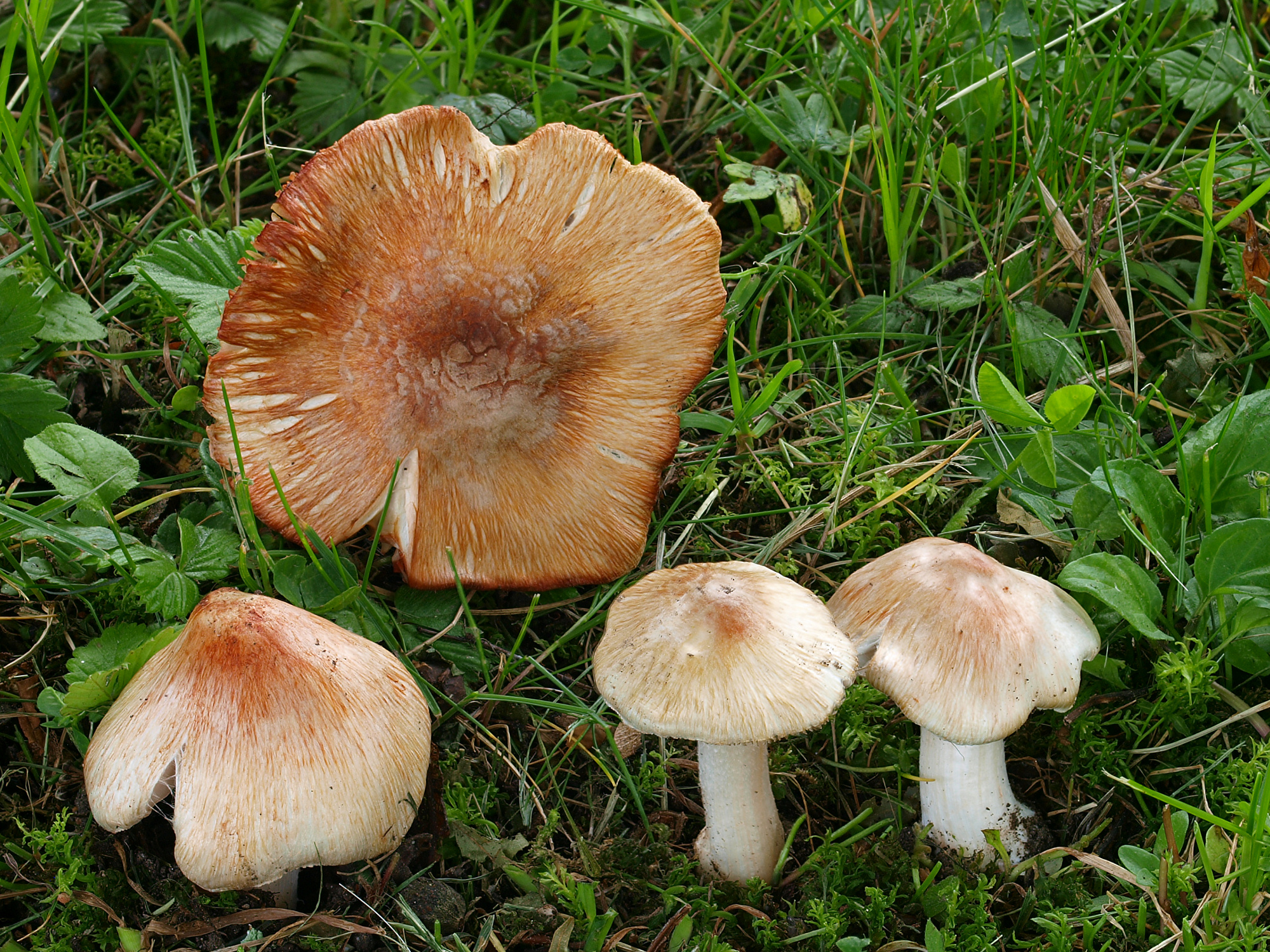
!!!Inocybe erubescens!!!
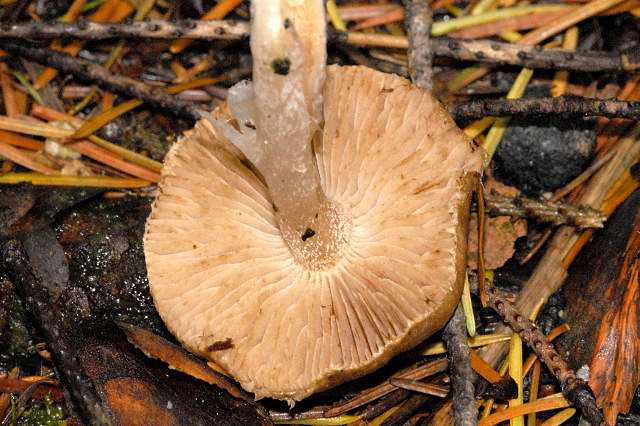
!!Inocybe.grammata!!
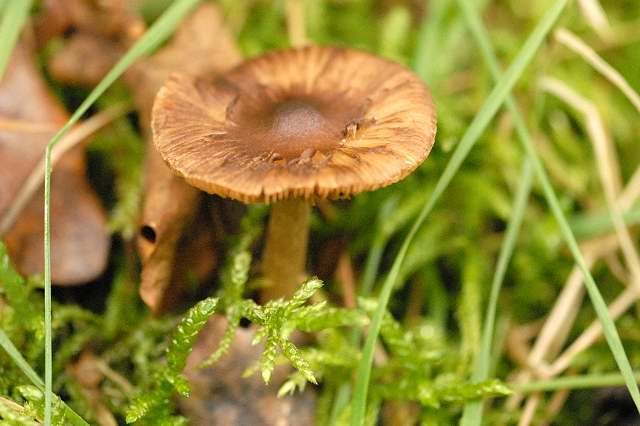
!!Inocybe.napipes!!
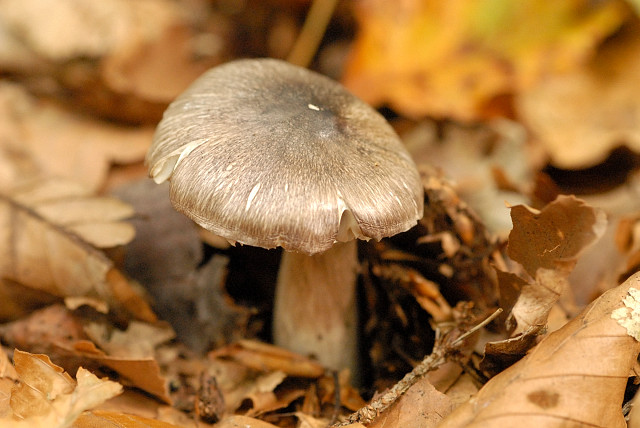
!!Inocybe.splendens!!
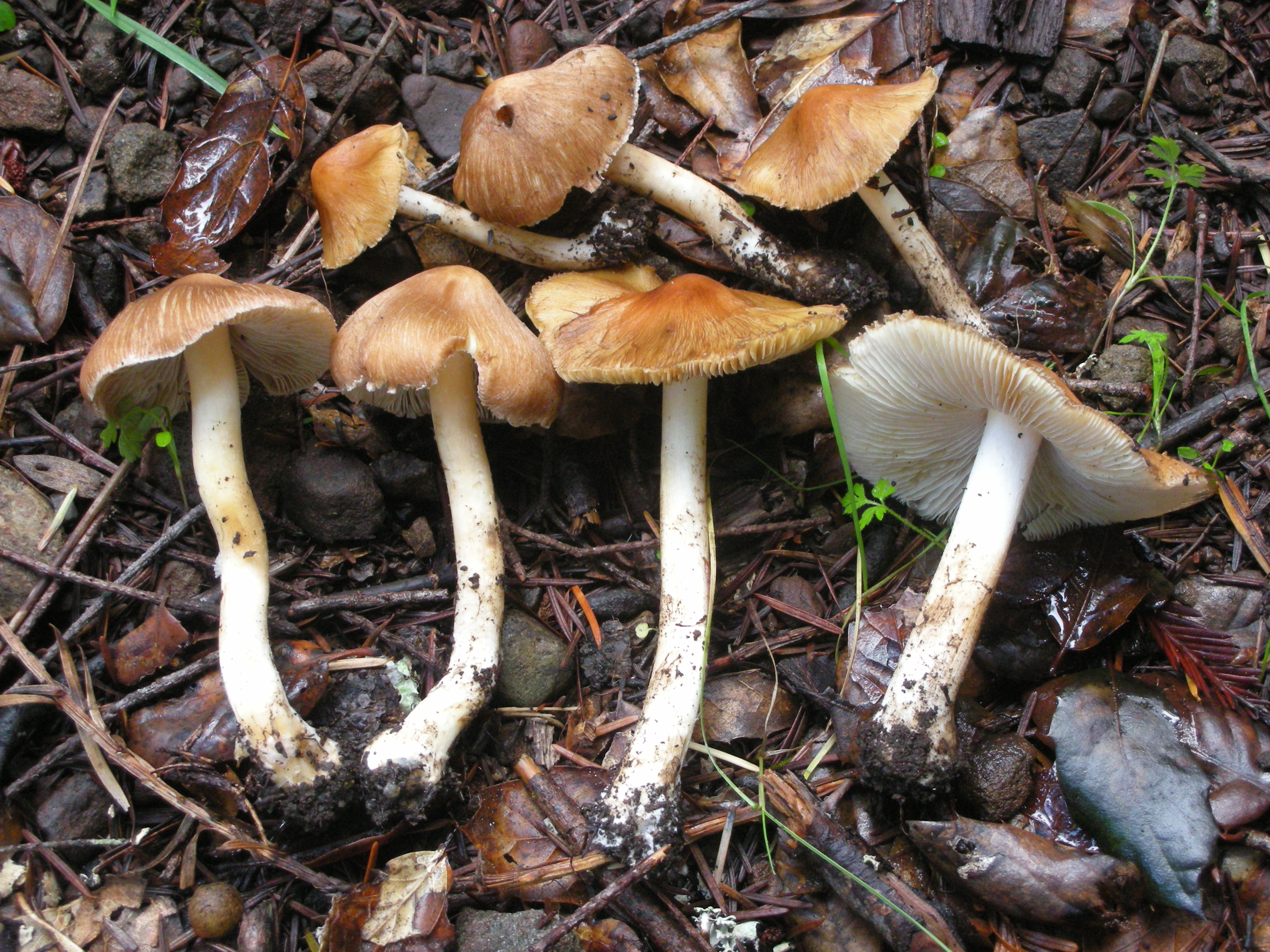
!!! Inocybe rimosa sin. perlata !!!
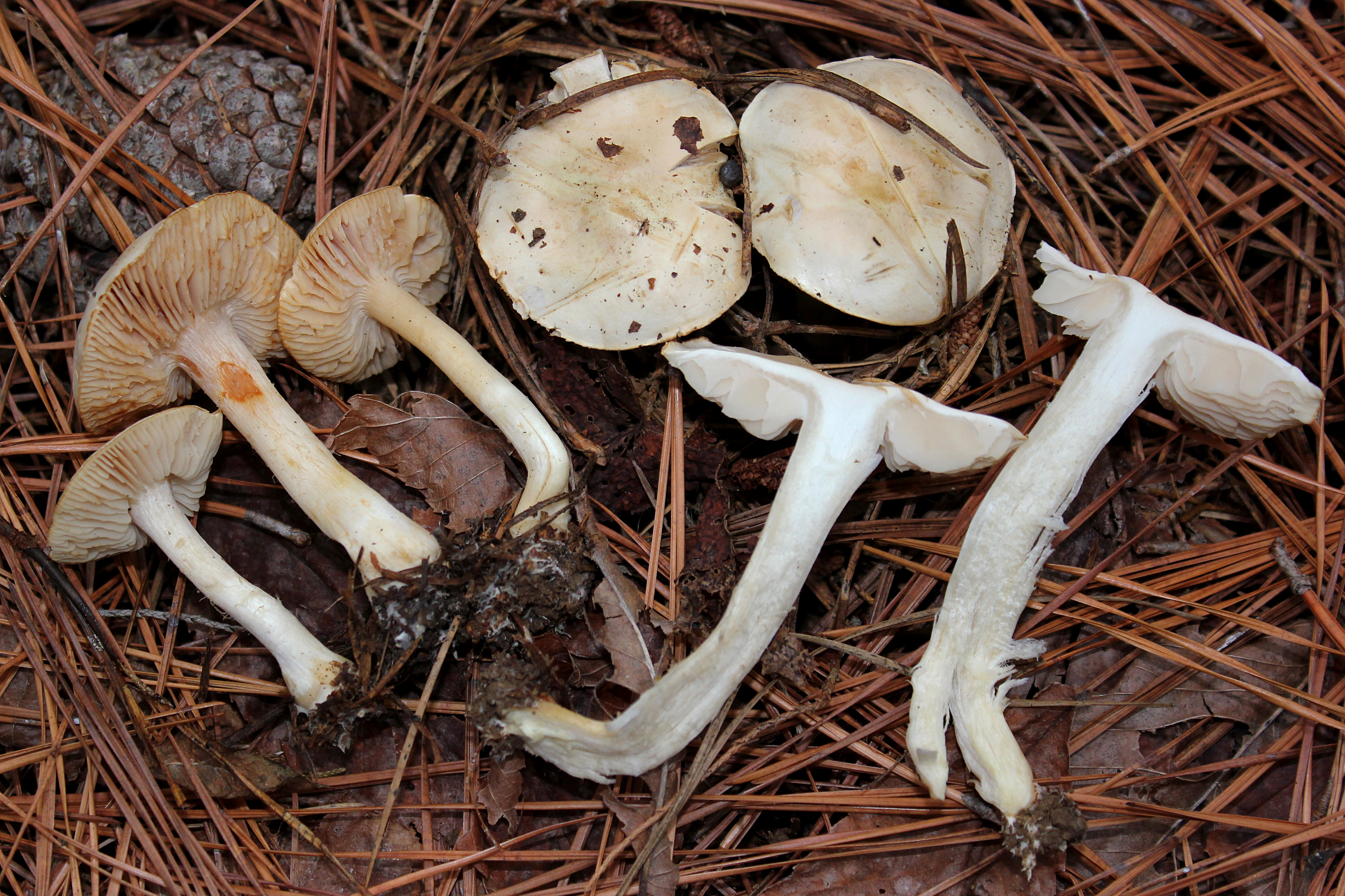
!Tricholoma inamoenum!

## Valorificare
Ciuperca nu este otrăvitoare, dar din cauza calității cărnii precum al gustului destul de iute, nu este comestibilă. Mai departe, specia, fiind rară, ar trebui să fie cruțată și lăsată la loc. 